# Grok
Grok је конверзацијски генеративни чет-бот са вештачком интелигенцијом који је развио xAI, заснован на великим језичким моделима (LLM). Развијен је као иницијатива Илона Маска као директан одговор на успон ChatGPT-ја. Чет-бот се рекламира као да има „смисао за хумор” и директан приступ Твитеру.

## Позадина
У новембру 2023. xAI је започео преглед чет-бота заснованог на великим лингвистичким моделима (LLM) за одабир корисника. Очекује се да ће бити доступан само X Премиум+ претплатницима.